# アッパー・マンハッタン

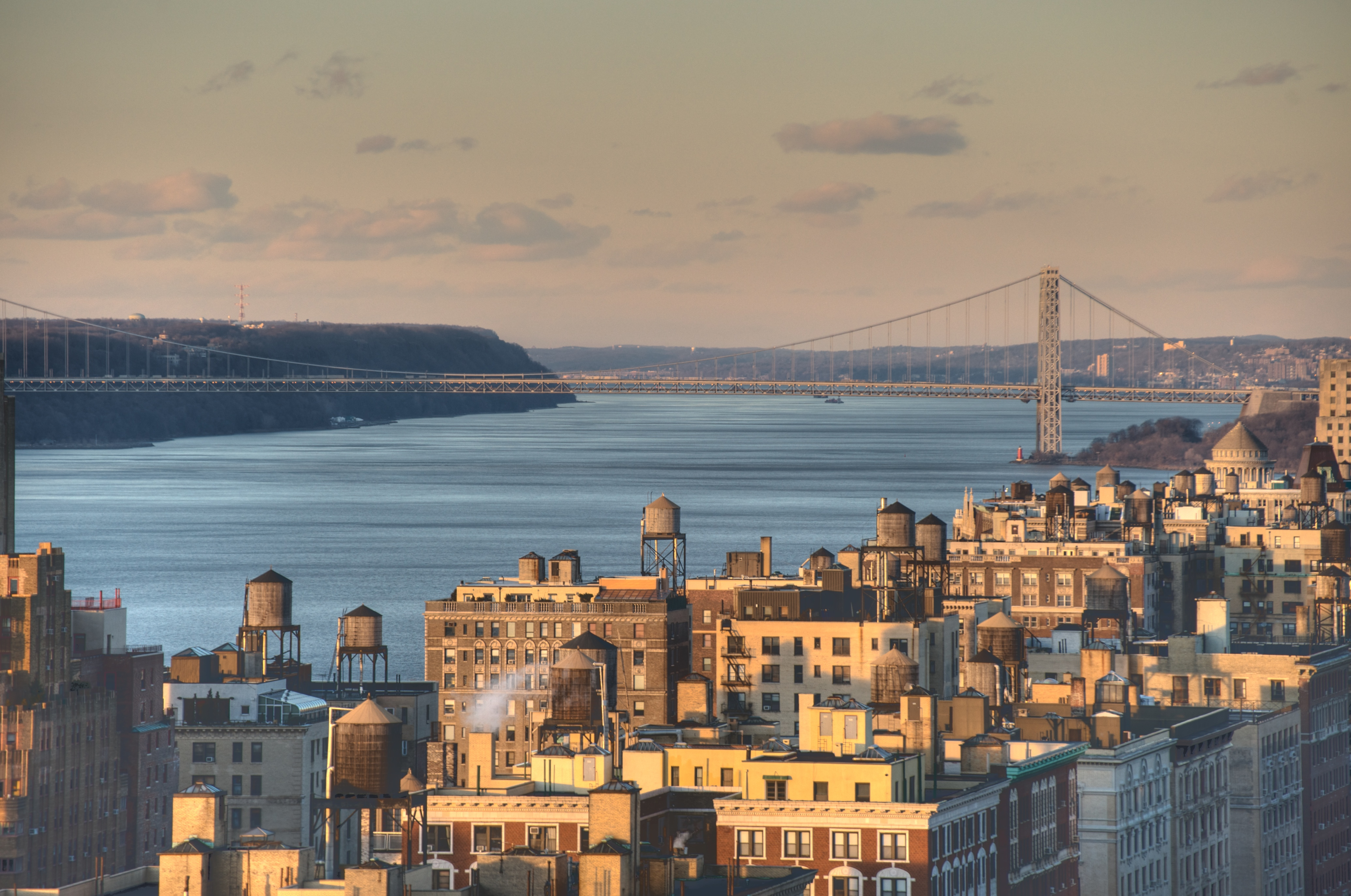
アッパー・マンハッタンのワシントン・ハイツとニュージャージー州フォートリーをハドソン川を横切って結ぶジョージ・ワシントン・ブリッジは世界一車の交通量が多い橋である

アッパー・マンハッタン (Upper Manhattan) は、ニューヨーク市マンハッタン区の北部の領域を表す。その南端は59丁目から155丁目(en) の間のどこでも定義されうる。これらの上下する南端ラインの中で最も一般的に認識されているアッパー・マンハッタンの定義は96丁目(en)より上（西はマンハッタン・ヴァレー(en)を南端とし、東はスパニッシュ・ハーレムを南端とする）。このアッパー・マンハッタンの定義では、マーブル・ヒル(en)、インウッド、ワシントン・ハイツ（フォート・ジョージ、シャーマン・クリーク(en) およびハドソン・ハイツ (en) を含む）、ハーレム（シュガー・ヒルおよびハミルトン・ハイツ(en) を含む）およびアッパー・ウエスト・サイドの一部（モーニングサイド・ハイツおよびマンハッタン・ヴァレー (en) ）が該当する。
19世紀後半、IRT9番街線 (en) および他の高架化された鉄道は、以前は場末（田舎）であったアッパー・マンハッタンにスプロール現象をもたらした。20世紀後半になると、それ以前の30年の間にニューヨークの他の場所で起こったジェントリフィケーション（高級化現象）の影響がアッパー・マンハッタンでも起こるようになった。

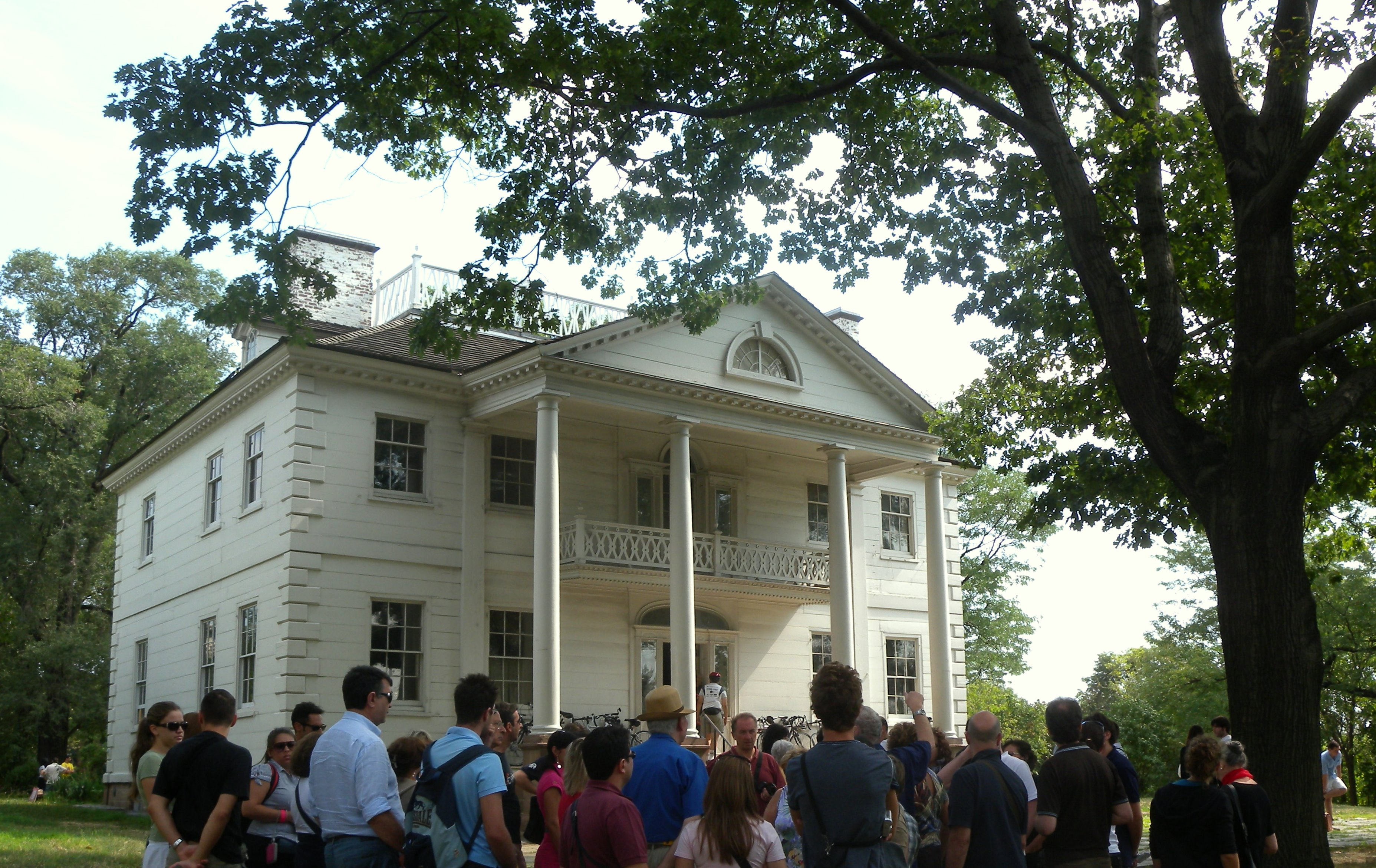
アッパー・マンハッタンの観光客

他の居住地区と同様に、アッパー・マンハッタンはニューヨーク市の観光の主要な中心地ではないが、クロイスターズのようないくつかの観光地はその中に存在する。ブロンクス区、ブルックリン区、クィーンズ区およびスタテン・アイランド区も同様に、たいていの観光地図にはあまり詳しく記載されていない。多くの生粋のニューヨーク人（ネイティブ・ニューヨーカー）はアッパー・マンハッタンをマンハッタン区以外の区と同様に扱いがちであり、ミッドタウン・マンハッタンからのセントラルパークを隔てた距離があることと比較的家賃が安いことからニューヨーカーが"The City"と呼ぶエリアからこの北部のエリアはよく除外されてしまう。
アッパー・ウエスト・サイドは、それより北のマンハッタンヴィル、モーニングサイド・ハイツやインウッドなどのエリアよりも裕福な層のエリアとなっている。アッパー・イースト・サイドも同様に、それより北のスパニッシュ・ハーレムよりも裕福なエリアである。このように、アッパー・マンハッタンの南端を96丁目とみなす定義は、アッパー・イースト・サイドとの境界から来ている。ジェントリフィケーションはいくつかの地区ではまだ完全に起こっておらず、犯罪、落書きなどがアッパー・マンハッタンではみられることもある。これらの地域のジェントリフィケーションは、ソーホーやイースト・ヴィレッジなどとは人口動態が異なるため、異なるペースや比率で起こっている。
アッパー・マンハッタンの全エリアはアップタウン（Uptown, 59丁目より上のエリア）としてニューヨーカーに知られるエリアに含まれる。ブロンクスはマンハッタンではないが、特にヒップ・ホップ／インナー・シティ・カルチャーの文脈において、口語的に"アップタウン"と呼ばれたりする。
多くの外国公館はアッパー・イースト・サイドの古い大邸宅に位置している。